# Rollsmobile

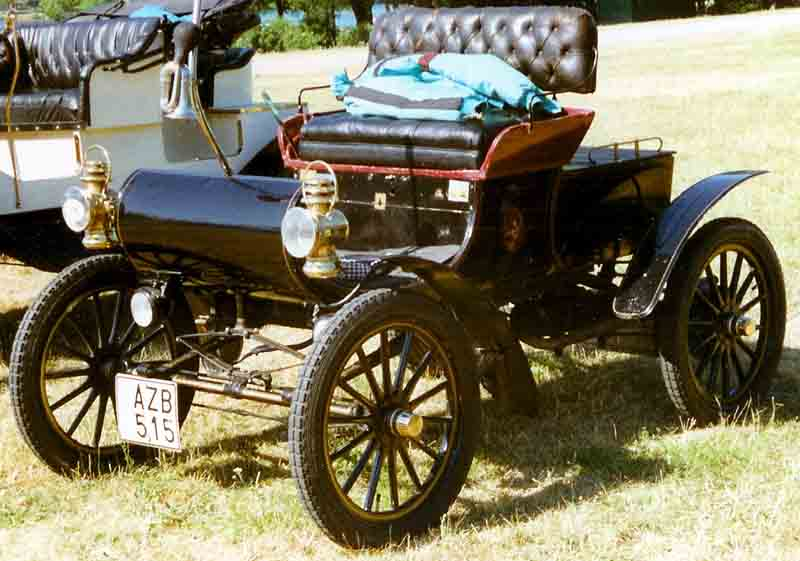
Oldsmobile Curved Dash (1903)

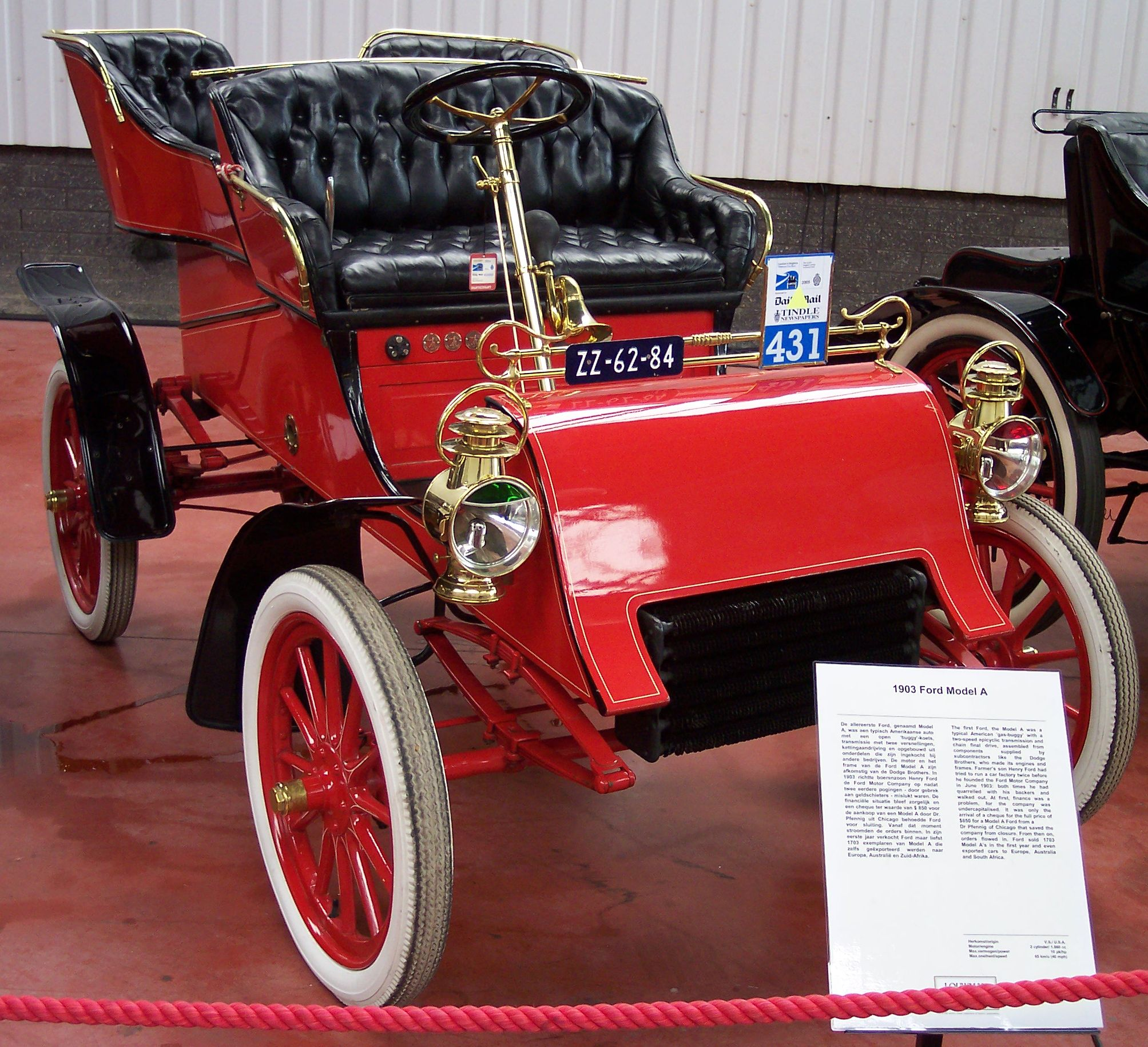
Ford Modell A (1903)

Rollsmobile war eine US-amerikanische Automobilmarke.

## Beschreibung
Die Starts Manufacturing Company in Fort Lauderdale (Florida) stellte zwischen 1958 und 1960 Fahrzeuge dieser Marke her. 1960 übernahm die Horseless Carriage Corporation am selben Ort die Herstellung. Im gleichen Jahr endete die Produktion.

## Fahrzeuge
Es wurden zwei Modelle angeboten: Der Olds Runabout war die Replica eines Oldsmobile Curved Dash von 1901 und der Ford Runabout ähnelte einem Ford der Jahrhundertwende. Beide Modelle waren im Maßstab 1:1,33 gehalten und besaßen die gleiche Mechanik. Zum Antrieb diente ein seitengesteuerter Einzylindermotor der Continental Motors Company mit 138 cm³, der 3 bhp (2,2 kW) bei 3600 min−1 entwickelte. Damit konnte eine Höchstgeschwindigkeit von 60 km/h erreicht werden. Der Verbrauch lag bei phänomenalen 2.35 L/100 km.